# Ervin S. Perry
Ervin Sewell Perry (Coldspring, 22 de diciembre de 1935 – Houston, 14 de diciembre de 1970) fue un ingeniero civil estadounidense que se convirtió en el primer miembro negro en una facultad universitaria predominantemente blanca en el Sur de Estados Unidos cuando fue nombrado en 1964 en la Universidad de Texas en Austin. La Biblioteca Perry-Castañeda, la principal biblioteca central del sistema de bibliotecas de la Universidad de Texas en Austin, lleva su nombre en su honor. Perry recibió el premio Joven Ingeniero del Año de la Sociedad Nacional de Ingenieros Profesionales en 1970.

## Primeros años: su educación
Perry nació y creció en Coldspring, Texas. Fue uno de los cuatro hijos y cuatro hijas de Willie y Edna Perry.
Se graduó de Prairie View A&M College en 1956 y recibió su Premio de Graduado Distinguido. Obtuvo su Maestría en Ciencias en 1961 y su Ph.D. Licenciado en 1964, ambos en la Universidad de Texas.

## Carrera
Después de graduarse, Perry enseñó en Prairie View A&M y Southern University. En 1964, Perry se incorporó al Departamento de Ingeniería Civil de la Universidad de Texas. Fue ascendido a profesor asociado en 1969.
Para el año académico 1967–68, Perry fue seleccionado por el Consejo Americano de Educación para una pasantía de administración académica en el Instituto de Tecnología Drexel.

## Vida personal
Perry y su esposa, Jean, tuvieron tres hijas. Perry murió en Houston el 14 de diciembre de 1970 de cáncer.